# Mouzieys-Panens
Mouzieys-Panens (en occitan : Mosièis e Panens) est une commune française située dans le nord-ouest du département du Tarn, en région Occitanie. Sur le plan historique et culturel, la commune est dans le Ségala, un territoire s'étendant sur les départements du Tarn et de l'Aveyron, constitué de longs plateaux schisteux, morcelés d'étroites vallées.
Exposée à un climat océanique altéré, elle est drainée par le Cérou, le ruisseau d'Aymer et par divers autres petits cours d'eau. La commune possède un patrimoine naturel remarquable composé d'une zone naturelle d'intérêt écologique, faunistique et floristique.
Mouzieys-Panens est une commune rurale qui compte 249 habitants en 2022, après avoir connu un pic de population de 775 habitants en 1831.  Ses habitants sont appelés les Mouziensois ou  Mouziensoises.

## Géographie

### Localisation

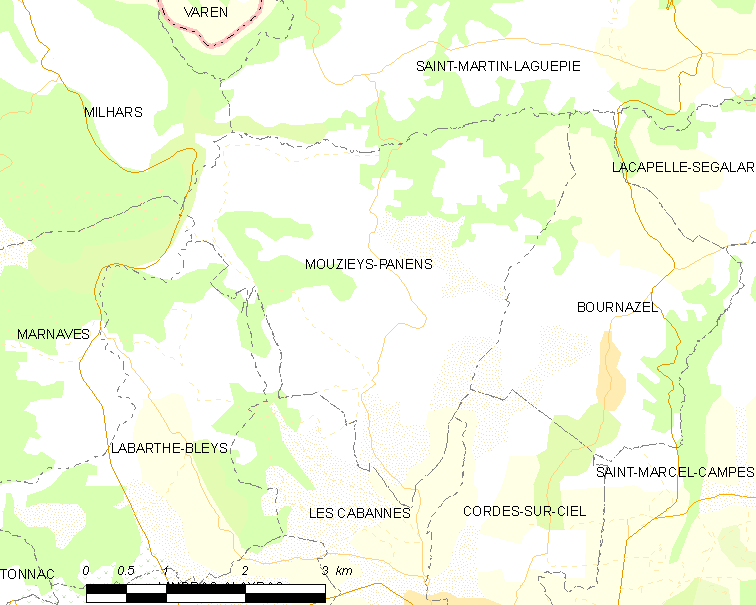
Carte de la commune de Mouzieys-Panens et des communes à proximité.

Mouzieys-Panens se situe dans le nord-ouest du département du Tarn, à 4 km au nord-ouest de Cordes-sur-Ciel et à 22 km au nord de Gaillac.

### Communes limitrophes
Les communes limitrophes sont  Bournazel, Cordes-sur-Ciel, Labarthe-Bleys, Les Cabannes, Marnaves, Milhars et Saint-Martin-Laguépie.
| Milhars        | Saint-Martin-Laguépie |                 |
| Labarthe-Bleys | Mouzieys-Panens       | Bournazel       |
| Marnaves       | Les Cabannes          | Cordes-sur-Ciel |

### Voies de communication et transports
La commune n'est desservie par aucun service de transport en commun. La gare la plus proche est la gare de Cordes-Vindrac, desservie par des TER Occitanie.

### Hydrographie
La commune est dans le bassin de la Garonne, au sein du bassin hydrographique Adour-Garonne. Elle est drainée par le Cérou, le ruisseau d'Aymer, le ruisseau d'Ampoul, le ruisseau de Panamanque, le ruisseau de Panens, le ruisseau de Paulhac, le ruisseau de Rayssac, le ruisseau des Combes et par deux petits cours d'eau, qui constituent un réseau hydrographique de 15 km de longueur totale,.
Le Cérou, d'une longueur totale de 87,1 km, prend sa source dans la commune de Saint-Jean-Delnous et s'écoule d'est en ouest. Il traverse la commune et se jette dans l'Aveyron à Varen, après avoir traversé 23 communes.

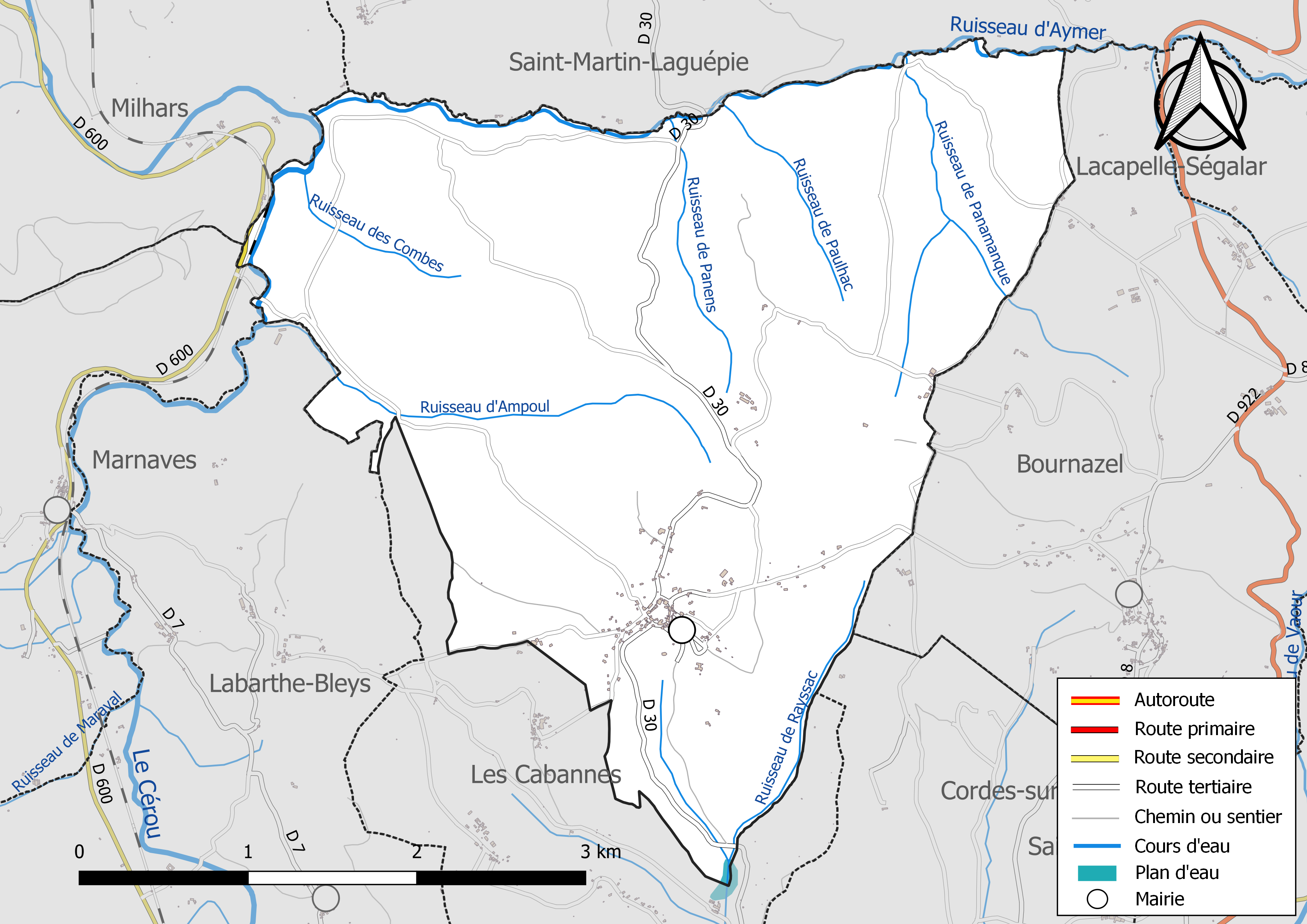
Réseaux hydrographique et routier de Mouzieys-Panens.

Le ruisseau d'Aymer, d'une longueur totale de 12,2 km, prend sa source dans la commune de Laparrouquial et s'écoule d'est en ouest. Il traverse la commune et se jette dans le Cérou à Milhars, après avoir traversé 6 communes.

### Climat
Pour des articles plus généraux, voir Climat de l'Occitanie et Climat du Tarn.
En 2010, le climat de la commune est de type climat du Bassin du Sud-Ouest, selon une étude du Centre national de la recherche scientifique s'appuyant sur une série de données couvrant la période 1971-2000. En 2020, Météo-France publie une typologie des climats de la France métropolitaine dans laquelle la commune est exposée à un climat océanique altéré et est dans la région climatique Aquitaine, Gascogne, caractérisée par une pluviométrie abondante au printemps, modérée en automne, un faible ensoleillement au printemps, un été chaud (19,5 °C), des vents faibles, des brouillards fréquents en automne et en hiver et des orages fréquents en été (15 à 20 jours).
Pour la période 1971-2000, la température annuelle moyenne est de 12,6 °C, avec une amplitude thermique annuelle de 15,7 °C. Le cumul annuel moyen de précipitations est de 899 mm, avec 10,6 jours de précipitations en janvier et 5,8 jours en juillet. Pour la période 1991-2020, la température moyenne annuelle observée sur la station météorologique de Météo-France la plus proche, « St-antonin-teus », sur la commune de Saint-Antonin-Noble-Val à 16 km à vol d'oiseau, est de 13,8 °C et le cumul annuel moyen de précipitations est de 872,1 mm. 
La température maximale relevée sur cette station est de 42,5 °C, atteinte le 27 juin 2019 ; la température minimale est de −14 °C, atteinte le 9 février 2012,,.
Les paramètres climatiques de la commune ont été estimés pour le milieu du siècle (2041-2070) selon différents scénarios d'émission de gaz à effet de serre à partir des nouvelles projections climatiques de référence DRIAS-2020. Ils sont consultables sur un site dédié publié par Météo-France en novembre 2022.

### Milieux naturels et biodiversité

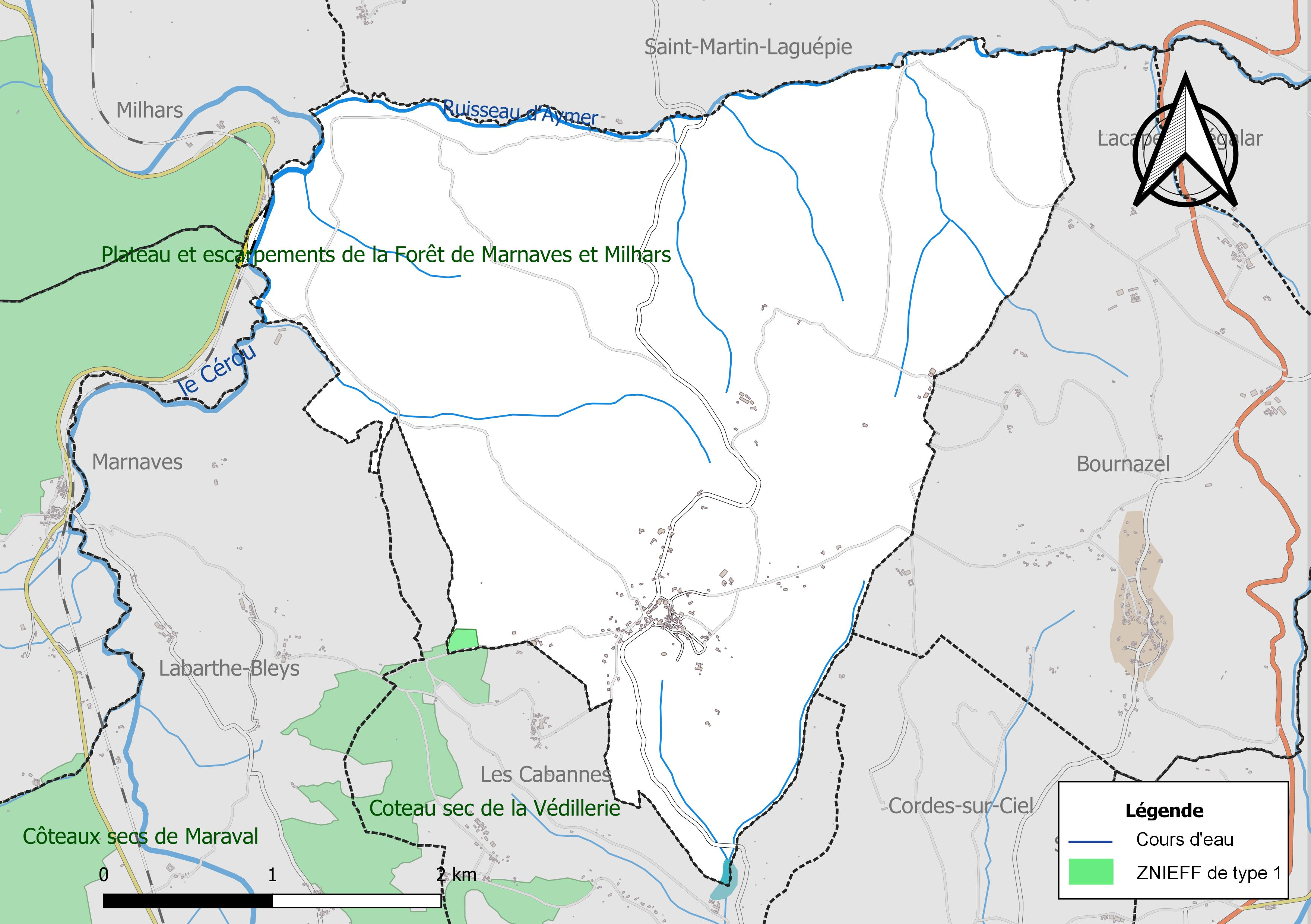
Carte de la ZNIEFF de type 1 localisée sur la commune.

L’inventaire des zones naturelles d'intérêt écologique, faunistique et floristique (ZNIEFF) a pour objectif de réaliser une couverture des zones les plus intéressantes sur le plan écologique, essentiellement dans la perspective d’améliorer la connaissance du patrimoine naturel national et de fournir aux différents décideurs un outil d’aide à la prise en compte de l’environnement dans l’aménagement du territoire.
Une ZNIEFF de type 1 est recensée sur la commune :
le « coteau sec de la Védillerie » (160 ha), couvrant 4 communes du département.

## Urbanisme

### Typologie
Au 1er janvier 2024, Mouzieys-Panens est catégorisée commune rurale à habitat dispersé, selon la nouvelle grille communale de densité à sept niveaux définie par l'Insee en 2022.
Elle est située hors unité urbaine et hors attraction des villes,.

### Occupation des sols
L'occupation des sols de la commune, telle qu'elle ressort de la base de données européenne d’occupation biophysique des sols Corine Land Cover (CLC), est marquée par l'importance des territoires agricoles (79,8 % en 2018), en augmentation par rapport à 1990 (78,3 %). La répartition détaillée en 2018 est la suivante : 
prairies (40,6 %), zones agricoles hétérogènes (33,4 %), forêts (20,2 %), terres arables (5,8 %). L'évolution de l’occupation des sols de la commune et de ses infrastructures peut être observée sur les différentes représentations cartographiques du territoire : la carte de Cassini (XVIIIe siècle), la carte d'état-major (1820-1866) et les cartes ou photos aériennes de l'IGN pour la période actuelle (1950 à aujourd'hui).

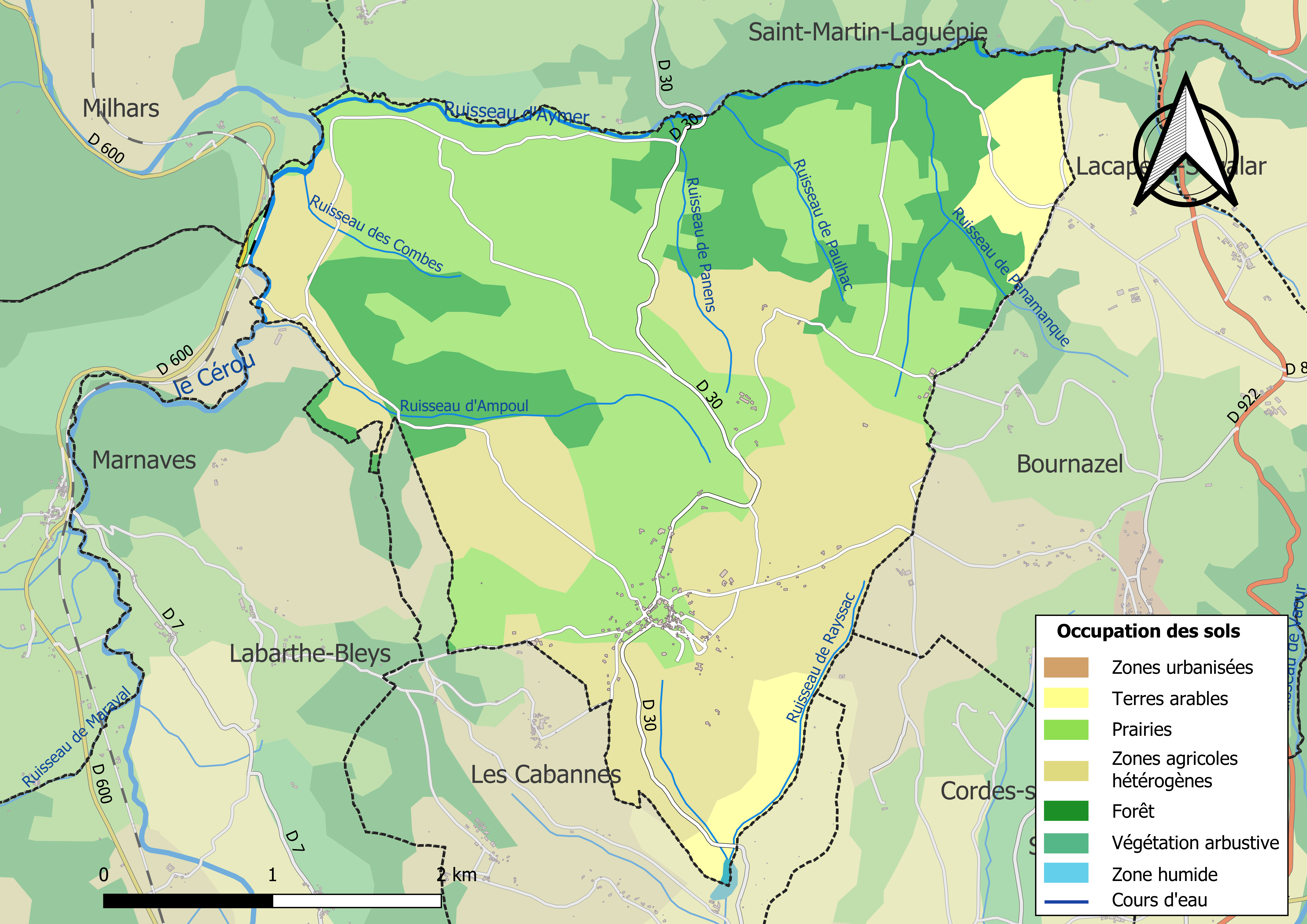
Carte des infrastructures et de l'occupation des sols de la commune en 2018 (CLC).

### Risques majeurs
Le territoire de la commune de Mouzieys-Panens est vulnérable à différents aléas naturels : météorologiques (tempête, orage, neige, grand froid, canicule ou sécheresse), inondations, mouvements de terrains et séisme (sismicité très faible). Il est également exposé à deux risques technologiques,  le transport de matières dangereuses et la rupture d'un barrage, et à un risque particulier : le risque de radon. Un site publié par le BRGM permet d'évaluer simplement et rapidement les risques d'un bien localisé soit par son adresse soit par le numéro de sa parcelle.

#### Risques naturels
Certaines parties du territoire communal sont susceptibles d’être affectées par le risque d’inondation par débordement de cours d'eau, notamment le Cérou et le ruisseau d'Aymer. La cartographie des zones inondables en ex-Midi-Pyrénées réalisée dans le cadre du XIe Contrat de plan État-région, visant à informer les citoyens et les décideurs sur le risque d’inondation, est accessible sur le site de la DREAL Occitanie. La commune a été reconnue en état de catastrophe naturelle au titre des dommages causés par les inondations et coulées de boue survenues en 1982 et 1994,.
Mouzieys-Panens est exposée au risque de feu de forêt. En 2022, il n'existe pas de Plan de Prévention des Risques incendie de forêt (PPRif). Le débroussaillement aux abords des maisons constitue l’une des meilleures protections pour les particuliers contre le feu,.

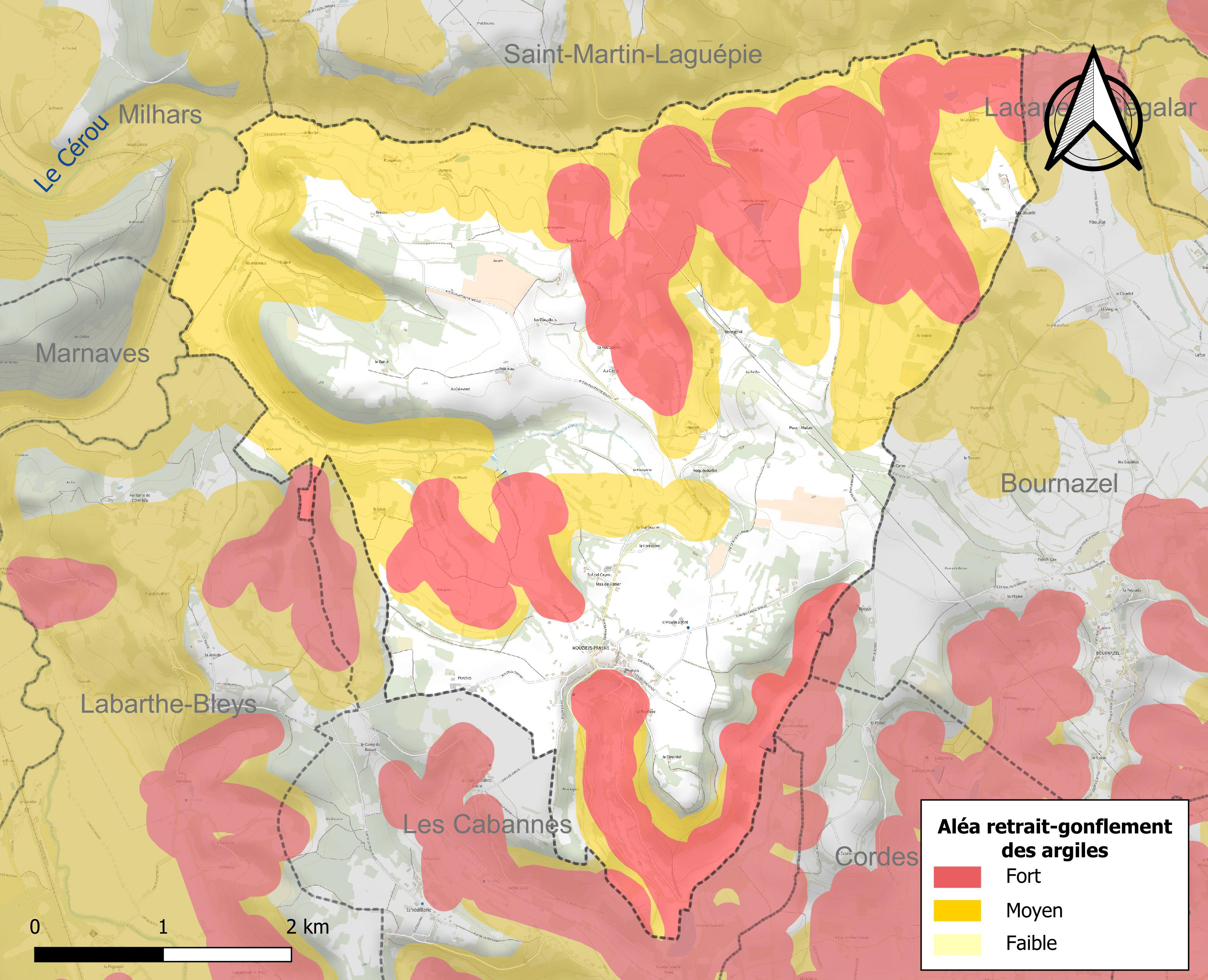
Carte des zones d'aléa retrait-gonflement des sols argileux de Mouzieys-Panens.

La commune est vulnérable au risque de mouvements de terrains constitué principalement du retrait-gonflement des sols argileux. Cet aléa est susceptible d'engendrer des dommages importants aux bâtiments en cas d’alternance de périodes de sécheresse et de pluie. 60,3 % de la superficie communale est en aléa moyen ou fort (76,3 % au niveau départemental et 48,5 % au niveau national). Sur les 160 bâtiments dénombrés sur la commune en 2019, 37 sont en aléa moyen ou fort, soit 23 %, à comparer aux 90 % au niveau départemental et 54 % au niveau national. Une cartographie de l'exposition du territoire national au retrait gonflement des sols argileux est disponible sur le site du BRGM,.
Par ailleurs, afin de mieux appréhender le risque d’affaissement de terrain, l'inventaire national des cavités souterraines permet de localiser celles situées sur la commune.

#### Risques technologiques
Le risque de transport de matières dangereuses sur la commune est lié à sa traversée par des infrastructures routières ou ferroviaires importantes ou la présence d'une canalisation de transport d'hydrocarbures. Un accident se produisant sur de telles infrastructures est susceptible d’avoir des effets graves sur les biens, les personnes ou l'environnement, selon la nature du matériau transporté. Des dispositions d’urbanisme peuvent être préconisées en conséquence.
La commune est en outre située en aval d'un barrage de classe A. À ce titre elle est susceptible d’être touchée par l’onde de submersion consécutive à la rupture de cet ouvrage.

#### Risque particulier
Dans plusieurs parties du territoire national, le radon, accumulé dans certains logements ou autres locaux, peut constituer une source significative d’exposition de la population aux rayonnements ionisants. Certaines communes du département sont concernées par le risque radon à un niveau plus ou moins élevé. Selon la classification de 2018, la commune de Mouzieys-Panens est classée en zone 3, à savoir zone à potentiel radon significatif.

## Histoire
Mosièis e Panens
Mouzieys vient du nom de personne germanique Mothari, Moderius, qui est devenu nom de lieu sans suffixe (Mosieihs, 1261, DPCT, 94)
Panens est une formation germanique sur le nom de personne germanique Panno, suivi du suffixe ingos, devenu en occitan ens (Panencs, 1261 DCPT, 94 ; Panenchis, 1382, EACL, 146).
Les peuplements germaniques sont postérieurs à la chute de l'Empire Romain (4 septembre 476, lorsque Romulus Augustule, dernier empereur de l'Empire romain d'Occident, fut détrôné) d'abord de type Vandales (peuple germanique) puis Wisigoths (branche des Goths dans la région danubienne) et enfin Francs.
En 418, les Wisigoths sont installés comme fédérés en Aquitaine. En contrepartie, ils réalisent des opérations de pacification en Hispanie pour le compte de l'Empire.
Le royaume des Wisigoths eut d'abord Toulouse comme capitale. Lorsque Clovis battit les Wisigoths à la bataille de Vouillé en 507, ces derniers ne conservent que la Septimanie (correspondant au Languedoc) et une partie de la Provence.
1790 : communautés de Mouzieys et de Panens, sénéchaussées de Toulouse, diocèse d'Albi ;
paroisses : pour Mouzieys, Saint-Michel, pour Panens, Saint-Pierre.
1790 : municipalité de Mouzieys, canton de Cordes, district de Gaillac.
Municipalité de Panens, canton de Milhars, district de Gaillac.
An X : communes de Mouzieys et de Panens, canton de Cordes, arrondissement de Gaillac.
1810 : réunion de Mouzieys et Panens en une seule commune du nom de  Mouzieys Panens, par décret du 2 novembre (Panens était en trois parties : le village, complètement enclavé dans Mouzieys, le coin nord-est de Mouzieys, le coin nord-ouest de Mouzieys) et délimitation avec Milhars, Laguepie et Bournazel.
Le blason de Mouzieys est fascé d'argent et de gueules de quatre pièces.

## Politique et administration
| Période                                  | Période   | Identité          | Étiquette | Qualité |
| ---------------------------------------- | --------- | ----------------- | --------- | ------- |
| avant 1995                               | ?         | Michel Cornus     | PS        |         |
| mars 2001                                | mars 2008 | Jean-Claude Marty |           |         |
| mars 2008                                | En cours  | Claude Blanc      |           |         |
| Les données manquantes sont à compléter. |           |                   |           |         |

## Démographie

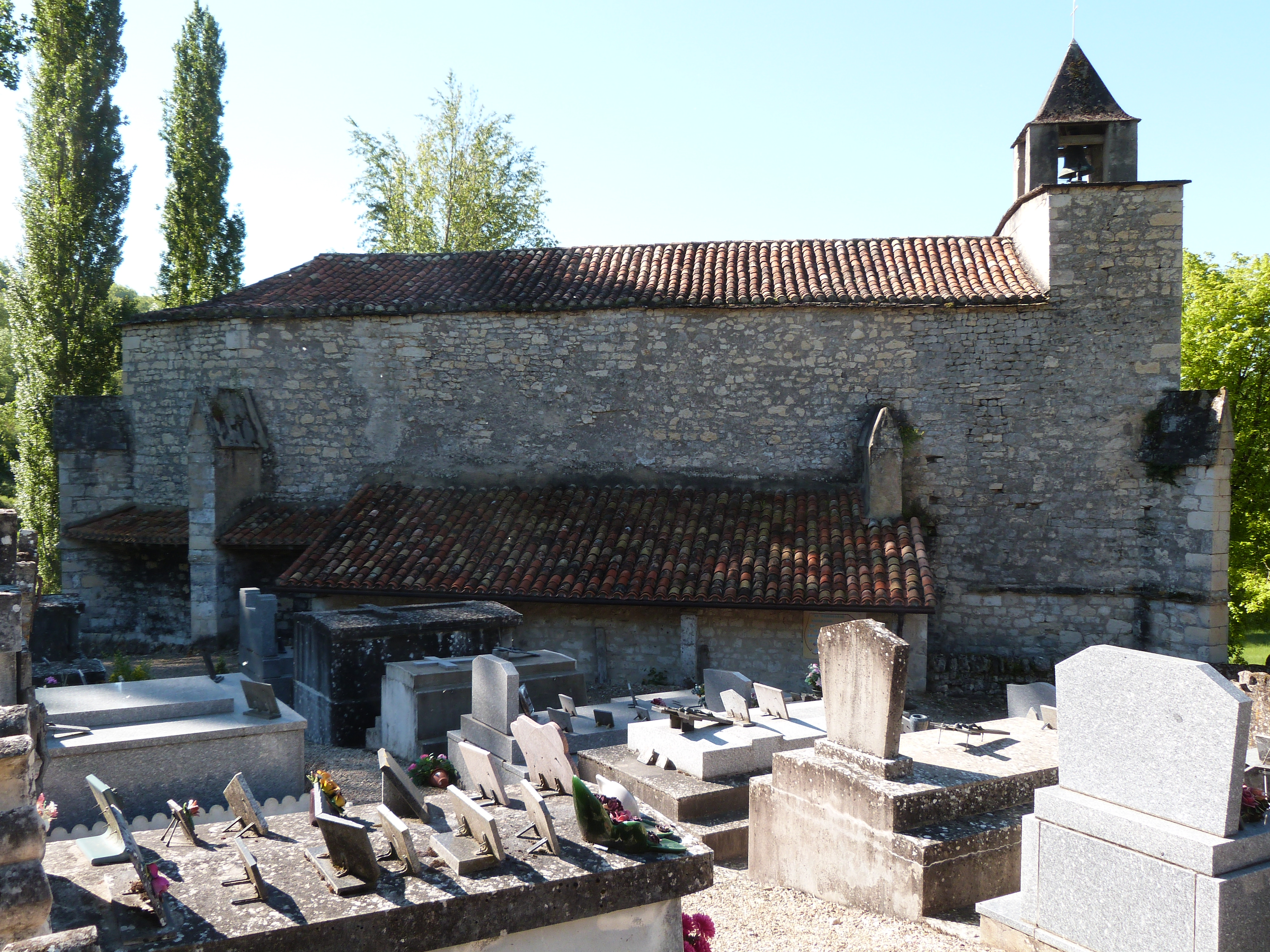
Église Saint-Michel de Mouzieys-Panens

L'évolution du nombre d'habitants est connue à travers les recensements de la population effectués dans la commune depuis 1793. Pour les communes de moins de 10 000 habitants, une enquête de recensement portant sur toute la population est réalisée tous les cinq ans, les populations de référence des années intermédiaires étant quant à elles estimées par interpolation ou extrapolation. Pour la commune, le premier recensement exhaustif entrant dans le cadre du nouveau dispositif a été réalisé en 2007.

En 2022, la commune comptait 249 habitants, en évolution de +2,89 % par rapport à 2016 (Tarn : +2,52 %, France hors Mayotte : +2,11 %).
| 1793 | 1800 | 1806 | 1821 | 1831 | 1836 | 1841 | 1846 | 1851 |
| ---- | ---- | ---- | ---- | ---- | ---- | ---- | ---- | ---- |
| 525  | 495  | 603  | 770  | 775  | 735  | 702  | 720  | 738  |

| 1856 | 1861 | 1866 | 1872 | 1876 | 1881 | 1886 | 1891 | 1896 |
| ---- | ---- | ---- | ---- | ---- | ---- | ---- | ---- | ---- |
| 758  | 762  | 744  | 674  | 670  | 634  | 613  | 590  | 516  |

| 1901 | 1906 | 1911 | 1921 | 1926 | 1931 | 1936 | 1946 | 1954 |
| ---- | ---- | ---- | ---- | ---- | ---- | ---- | ---- | ---- |
| 510  | 509  | 421  | 383  | 350  | 344  | 341  | 326  | 287  |

| 1962 | 1968 | 1975 | 1982 | 1990 | 1999 | 2006 | 2007 | 2012 |
| ---- | ---- | ---- | ---- | ---- | ---- | ---- | ---- | ---- |
| 259  | 239  | 228  | 202  | 209  | 184  | 206  | 209  | 246  |

| 2017 | 2022 | - | - | - | - | - | - | - |
| ---- | ---- | - | - | - | - | - | - | - |
| 236  | 249  | - | - | - | - | - | - | - |

## Économie

### Revenus
En 2018, la commune compte 107 ménages fiscaux, regroupant 232 personnes. La médiane du revenu disponible par unité de consommation est de 18 930 € (20 400 € dans le département).

### Emploi
|                | 2008  | 2013  | 2018 |
| -------------- | ----- | ----- | ---- |
| Commune        | 5,6 % | 8,4 % | 6 %  |
| Département    | 8,2 % | 9,9 % | 10 % |
| France entière | 8,3 % | 10 %  | 10 % |

En 2018, la population âgée de 15 à 64 ans s'élève à 135 personnes, parmi lesquelles on compte 68,7 % d'actifs (62,7 % ayant un emploi et 6 % de chômeurs) et 31,3 % d'inactifs,. Depuis 2008, le taux de chômage communal (au sens du recensement) des 15-64 ans est inférieur à celui de la France et du département.
La commune est hors attraction des villes,. Elle compte 29 emplois en 2018, contre 27 en 2013 et 22 en 2008. Le nombre d'actifs ayant un emploi résidant dans la commune est de 89, soit un indicateur de concentration d'emploi de 32,6 % et un taux d'activité parmi les 15 ans ou plus de 50,5 %.
Sur ces 89 actifs de 15 ans ou plus ayant un emploi, 26 travaillent dans la commune, soit 29 % des habitants. Pour se rendre au travail, 86,5 % des habitants utilisent un véhicule personnel ou de fonction à quatre roues, 1,1 % les transports en commun et 12,4 % n'ont pas besoin de transport (travail au domicile).

### Activités hors agriculture
21 établissements sont implantés  à Mouzieys-Panens au 31 décembre 2019.
Le secteur des autres activités de services est prépondérant sur la commune puisqu'il représente 23,8 % du nombre total d'établissements de la commune (5 sur les 21 entreprises implantées  à Mouzieys-Panens), contre 9 % au niveau départemental.

### Agriculture
La commune est dans les Causses du Quercy, une petite région agricole relativement pauvre et aride accueilant des élevages de brebis et agneaux en plein air, située dans le nord-ouest du département du Tarn. En 2020, l'orientation technico-économique de l'agriculture  sur la commune est la polyculture et/ou le polyélevage. 
|               | 1988 | 2000 | 2010 | 2020 |
| ------------- | ---- | ---- | ---- | ---- |
| Exploitations | 26   | 14   | 14   | 10   |
| SAU (ha)      | 951  | 643  | 617  | 597  |

Le nombre d'exploitations agricoles en activité et ayant leur siège dans la commune est passé de 26 lors du recensement agricole de 1988  à 14 en 2000 puis à 14 en 2010 et enfin à 10 en 2020, soit une baisse de 62 % en 32 ans. Le même mouvement est observé à l'échelle du département qui a perdu pendant cette période 58 % de ses exploitations,. La surface agricole utilisée sur la commune a également diminué, passant de 951 ha en 1988 à 597 ha en 2020. Parallèlement la surface agricole utilisée moyenne par exploitation a augmenté, passant de 37 à 60 ha.

## Culture locale et patrimoine

### Lieux et monuments
- Château, construit au XIIIe siècle et remanié au XVIIIe siècle.
- Église Saint-Michel de Mouzieys-Panens du XVIe siècle de style gothique flamboyant. L'édifice a été classé au titre des monuments historiques en 1979[37]. Plusieurs objets sont référencés dans la base Palissy (voir les notices liées)[37].
- Chapelle Saint-Dominique de Mouzieys-Panens.
- Église Saint-Pierre de Panens.